# PopCamp
PopCamp – Meisterkurs für Populäre Musik ist ein Projekt des Deutschen Musikrates zur Spitzenförderung von Populärer Musik in Deutschland. Pro Jahr werden fünf Bands aller Genres für das High-Level-Bandcoaching ausgewählt, um ein Coaching-Jahr mit hochkarätigen Dozenten aus der Musik- und Medienbranche zu absolvieren. Unter dem Motto „Vielfalt statt Mainstream“ betreibt die gemeinnützige Projektgesellschaft des Deutschen Musikrates seit 2005 die Spitzenförderung. Die Zielsetzung liegt darin, den Musikern ein Netzwerk anzubieten, Praxis-Knowhow zu vermitteln und zusätzliche Möglichkeiten als Tools für ihre zukünftige Entwicklung zu schaffen.

## Beschreibung
Das PopCamp wurde 2005 als erstes Popularförderprojekt des Deutschen Musikrates durch den Projektleiter Michael Teilkemeier in Zusammenarbeit mit Udo Dahmen als Ideengeber und Henning Rümenapp als künstlerischem Leiter ins Leben gerufen. Das Projekt wurde im Bundesfachausschuss für Populäre Musik diskutiert und hat nun als Teil der Projektgesellschaft des Deutschen Musikrats seinen Sitz im Haus der Kultur in Bonn.
Das nimmt fünf Bands pro Jahr in ihr Förderprogramm aufnimmt. Die Bands können sich nicht selber bewerben, sondern müssen von einem der über 300 Nominatoren aus der Musik- und Medienbranche zur Teilnahme vorgeschlagen werden. Nach der Nominierungsphase, die von Januar bis März jeden Jahres andauert, findet eine Jurysitzung statt, bei der eine Vorauswahl von acht Bands getroffen wird. Diese acht Bands werden zu einem Live Audit eingeladen, bei dem sie live auf der Bühne performen und sich anschließend in einem Jurygespräch beweisen müssen. Aus diesen acht Bands wählt die Jury die fünf Teilnehmer aus.
In den gemeinsamen Arbeitsphasen geht es um ein professionelles Coaching mit Betreuung durch Spitzendozenten in den Bereichen „Musik-, Medien- & Vertragsrecht“, „Marketing, Controlling & Management“, „Kommunikation und Interviewtraining“, „GEMA, GVL & KSK“ sowie um künstlerisch-kreative Inhalte in den Bereichen „Performance & Choreographie“, „Vocals & Stimmbildung“, „Arrangement, Songwriting& Texten“, „Ton & Producing“, „Licht & Bühne“ etc. Dabei werden die Inhalte sowie Dozenten gemeinsam mit den Teilnehmern abgestimmt.
Nach Absolvieren der beiden Coaching-Phasen folgt die Erstellung eines Musik- sowie Live Videos, die in Kooperation mit "d-Zentral", einem Projekt der Deutschen Rockmusikstiftung, entstehen.
Neben diesen Coaching-Phasen werden ebenso einige Liveauftritte organisiert, wie zum Beispiel das jährliche PopCamp-Konzert mit den aktuellen Teilnehmern im Frannz Club in Berlin. Zum 10-jährigen Jubiläum sendete der DLF am 11. Dezember 2015 ein Konzert in seiner Reihe "On Stage".
Das PopCamp wird durch die Beauftragte der Bundesregierung für Kultur und Medien sowie von der Gesellschaft zur Verwertung von Leistungsschutzrechten (GVL) gefördert.

## Geförderte Bands
| Jahr | Band                          | Stil                                                   |
| ---- | ----------------------------- | ------------------------------------------------------ |
| 2021 | Anoki                         | Hip-Hop                                                |
| 2021 | Engin                         | Alternative/Independent                                |
| 2021 | Karo Lynn                     | Indie-Folk                                             |
| 2021 | Tilman                        | Pop/Alternative                                        |
| 2021 | Wezn                          | Pop                                                    |
| 2020 | Elena Rud                     | Alternativ                                             |
| 2020 | Lin                           | Pop                                                    |
| 2020 | Leopold                       | Pop                                                    |
| 2020 | Mele                          | Pop                                                    |
| 2020 | Wenn einer lügt dann wir      | Pop/Schlager/Alternative                               |
| 2019 | Trille                        | Pop/Hip-Hop                                            |
| 2019 | Paul Weber                    | Pop                                                    |
| 2019 | ok.danke.tschüss              | Pop                                                    |
| 2019 | Mischa                        | Rock                                                   |
| 2019 | Attic                         | Rock / Metal / Alternative / Independent               |
| 2018 | Haión                         | Pop-Drum'n'Bass                                        |
| 2018 | Jeremias                      | Indie-Rock-Pop                                         |
| 2018 | Juri                          | Indie-Pop                                              |
| 2018 | Madanii                       | Elektro-R'n'B                                          |
| 2018 | Nico Laska                    | Pop-Singer/Songwriter                                  |
| 2017 | Indianageflüster              | Indie-Rock-Rap                                         |
| 2017 | Ingold                        | TripPop-Electro                                        |
| 2017 | Mind Trap                     | Acoustic Indie                                         |
| 2017 | Pulsar Tales                  | Pop-Fusion                                             |
| 2017 | Soeckers                      | Garagen-Pop                                            |
| 2016 | Flooot                        | BlechBlas Rap                                          |
| 2016 | Lenna                         | PowerPop                                               |
| 2016 | Lucas Newman                  | RnB                                                    |
| 2016 | William’s Orbit               | Alternative Rock                                       |
| 2016 | Wir bringen Kalten Kaffee mit | IPop                                                   |
| 2015 | Blackout Problems             | Alternative/Rock                                       |
| 2015 | Mockemalör                    | Elektro Chanson/Traumwandler Punkeresque               |
| 2015 | Steal A Taxi                  | Funk/Pop                                               |
| 2015 | The OWs                       | Indie-Folk/Rock                                        |
| 2015 | Van Holzen                    | Rock                                                   |
| 2014 | AudioDamn!                    | Soulrock                                               |
| 2014 | Goldmouth                     | Rock                                                   |
| 2014 | Jacobus                       | Folk Pop                                               |
| 2014 | Passé                         | Independent, Synth Rock, Permanent Wave                |
| 2014 | Scene Writers                 | Pop                                                    |
| 2013 | Aileen Phoenix                | Singer/Songwriter/Jazz/Pop                             |
| 2013 | Nitzsche & Hummel             | AcidClubRock                                           |
| 2013 | Romn                          | Indie-Pop mit Atmosphäre                               |
| 2013 | Strandlichter                 | Pop                                                    |
| 2013 | The Munitors                  | Indie/Britpop                                          |
| 2012 | Anne Haight                   | Acoustic Pop, Singer/Songwriter                        |
| 2012 | Aufbau West                   | Indie/Elektro/Hip-Hop                                  |
| 2012 | Fugitive Dancer               | Indie-Pop                                              |
| 2012 | Heisskalt                     | Alternative/Deutschrock                                |
| 2011 | Coucou                        | Pop/Jazz                                               |
| 2011 | Defne Şahin                   | Jazz/Lyrik/Pop                                         |
| 2011 | Fabian von Wegen              | Singer/Songwriter-Pop                                  |
| 2011 | Lokomotor                     | Indie/Alternative                                      |
| 2011 | Klintn                        | Indie/Electro/Pop                                      |
| 2010 | Marie & the redCat            | Akustik Pop                                            |
| 2010 | Max Prosa                     | Lyrischer Folkrock                                     |
| 2010 | OK Kid                        | Elektronika/Hip-Hop/Pop                                |
| 2010 | The Bonny Situation           | Progressive Pop                                        |
| 2010 | Trinity Lane                  | Alternative/Indie                                      |
| 2009 | Abel and Cain                 | Indie/Alternative/Pop                                  |
| 2009 | Baby Benzin                   | Elektro/Pop/Punk                                       |
| 2009 | Christian Troitzsch           | Deutsch/Akustik/Indie                                  |
| 2009 | Frieder                       | Rock/Alternative/Indie                                 |
| 2009 | Luis und Laserpower           | Rap/Rock/Elektro                                       |
| 2008 | Alin Coen Band                | Akustik Pop                                            |
| 2008 | Auletta                       | Alternative, Indie                                     |
| 2008 | Formelwesen                   | IDM/Rap/Visual Kei                                     |
| 2008 | Maren Montauk                 | Elektroakustik/Pop                                     |
| 2008 | The Intersphere               | Rock/Progressive                                       |
| 2007 | Gammalapagos                  | Indie / Electronica / Rock                             |
| 2007 | Kenshiro                      | Drum'n'Bass de luxe live                               |
| 2007 | My New Zoo                    | Bizarre Rock mit balkanischen Wurzeln                  |
| 2007 | nulltarif                     | Mainstream Pussyprock                                  |
| 2007 | So Weiss                      | experimentierfreudiges Jazz-Ensemble mit Pop-Affinität |
| 2006 | Erik & Me                     | Deutsch-Pop                                            |
| 2006 | glücklich1                    | Avantgarde Pop                                         |
| 2006 | Pristine                      | Punk ’n’ Roll                                          |
| 2006 | Remote Republic               | audiovisueller Nasa-Rock                               |
| 2006 | The Titans                    | Hip-Hop                                                |
| 2005 | cyminology                    | loungiger Jazz mit persischer Lyrik                    |
| 2005 | einshoch6                     | Mixtur aus Klassik, Weltmusik und HipHop               |
| 2005 | Jupiter Jones                 | deutschsprachiger Punkrock                             |
| 2005 | Kent Coda                     | Rock Indie Alternative                                 |
| 2005 | Velvet June                   | melodiöse Rockmusik                                    |

## Dozenten (Auswahl)
- Ali Zuckowski
- Annette Marquard
- Diane Weigmann
- Fabio Trentini
- Jens Fischer Rodrian
- Frank Möbus
- Guido Weiss
- Henning Rümenapp (Künstlerischer Leiter)
- Jan Koemmet
- Jane Comerford
- Jeff Cascaro
- Jochen Naaf
- John Hollenbeck
- Kim Sanders
- Kraans de Lutin
- Lillo Scrimali
- Michael Koschorreck
- Michel van Dyke
- Moses Schneider
- Niels Frevert
- Oliver Pinelli
- Susanne Vogel
- Tim Renner
- Tobias Siebert
- Udo Dahmen (Ideengeber & Kurator)
- Wolfgang Stach

## Jury (Auswahl)
- Bianca Hauda
- Cymin Samawatie
- Diane Weigmann
- Gudrun Endress
- Henning Rümenapp
- Martha Jandova
- Matthias Holtmann
- Peter Weniger
- Peter Wölpl
- Rolf Zielke
- Udo Dahmen
- Uwe Wohlmacher